# Achelia megova
Achelia megova är en havsspindelart som först beskrevs av Hilton, W.A. 1942.  Achelia megova ingår i släktet Achelia och familjen Ammotheidae. Inga underarter finns listade i Catalogue of Life.